# Saudades
Saudades is een gemeente in de Braziliaanse deelstaat Santa Catarina. De gemeente telt 8.929 inwoners (schatting 2009).

## Aangrenzende gemeenten
De gemeente grenst aan Águas de Chapecó, Cunha Porã, Cunhataí, Modelo, Nova Erechim, Pinhalzinho en São Carlos.